# Municipio de Santa Ana (kommun i Guatemala)
Municipio de Santa Ana är en kommun i Guatemala.   Den ligger i departementet Petén, i den norra delen av landet, 250 km norr om huvudstaden Guatemala City. Antalet invånare är 7 792.
Följande samhällen finns i Municipio de Santa Ana:
- Santa Ana